# Rzeźba poligeniczna

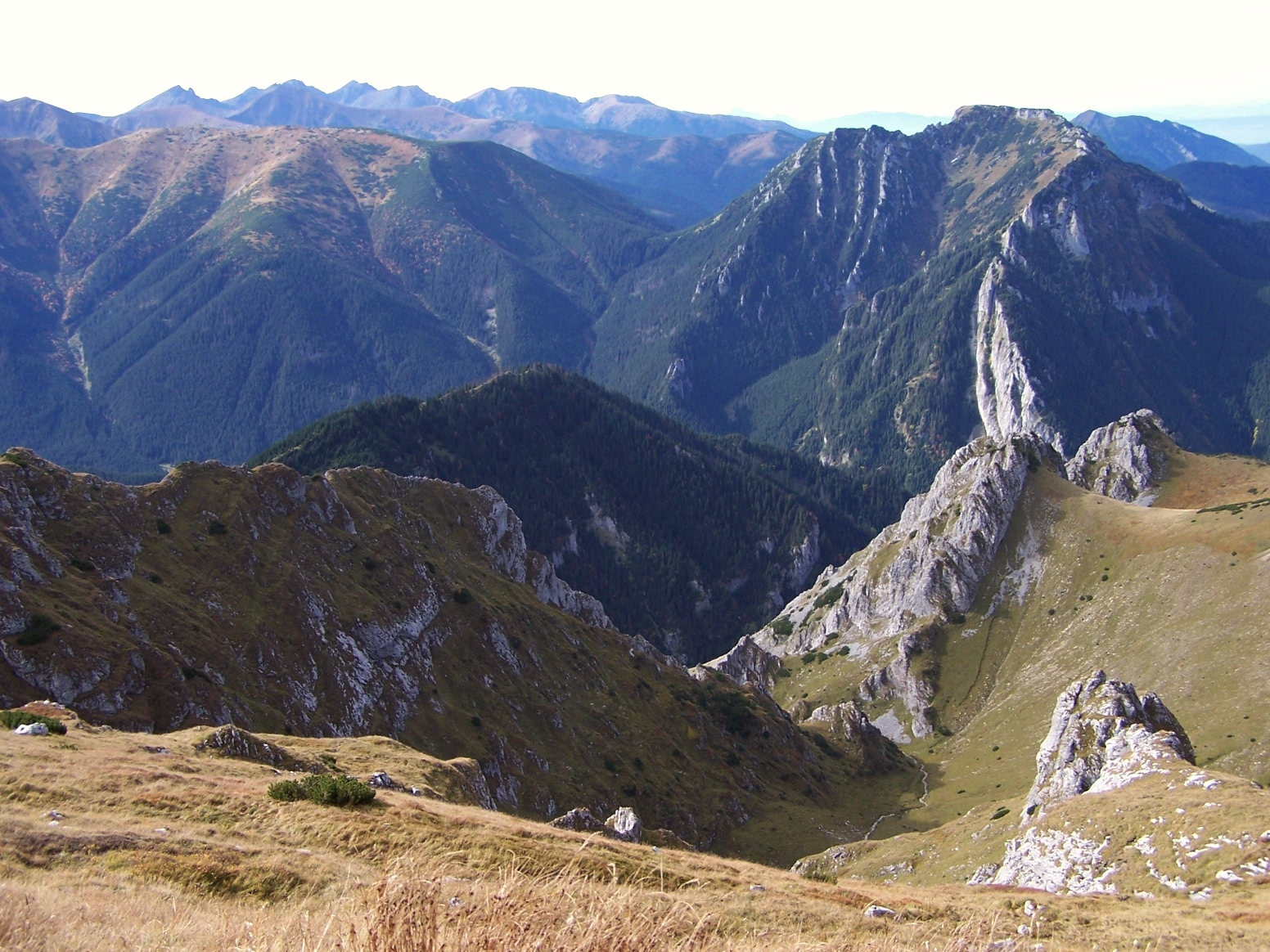
Tatry, jako przykład rzeźby poligenicznej
(widok z Czerwonych Wierchów)

Rzeźba poligeniczna – rzeźba, która w czasie swego rozwoju doznała przemian pod wpływem zasadniczo zmieniających się warunków klimatycznych, nie rozwijała się więc cały czas w cyklu jednolitym.
Przykładem rzeźby poligenicznej jest rzeźba Tatr. Ich rozwój uległ zasadniczemu zaburzeniu pod wpływem lodowców, które tu kilkakrotnie powstawały i wywarły olbrzymi wpływ na formy terenu.
O takiej rzeźbie jako całości nie można powiedzieć, w jakim stadium rozwoju się znajduje, poszczególne bowiem jej formy są właściwe nie tylko cyklowi normalnemu, ale i cyklowi glacjalnemu, należą więc do różnych cyklów.